# Monte San Romano
Il monte San Romano (in francese mont Saint-Romain; 579 m s.l.m.) è una montagna situata nel comune di Blanot nel dipartimento della Saona e Loira, Borgogna-Franca Contea meridionale.

## Descrizione
Alto 579 metri, fa parte dei monti del Mâconnais, con vista a ovest sul Clunisois e a est sull'Alto Mâconnais (e, al di là, sulla valle della Saona e della Bresse, con il massiccio del Giura e le Alpi posizionati sullo sfondo).
Il luogo dispone di un toposcopio "eretto dal Touring-club de France" nel 1948, mentre le grotte di Blanot si aprono ai suoi piedi sud-occidentali.
Questa cima dei monti del Mâconnais è circondata da una vasta foresta demaniale appartenente al demanio privato dello Stato, ripartita sul territorio di quattro comuni: la foresta dei Grigioni (di 557,23 ha), che contiene sia latifoglie che conifere.

## Storia
L'usanza di accendere un grande fuoco sulla cima del monte San Romano suggerisce che si trattasse di un antico luogo di culto druidico. La leggenda, inoltre, evoca una lotta spietata tra la vecchia e la nuova religione in questo luogo boscoso e roccioso.
L'oratorio costruito sulla sommità fu ceduto all'abbazia di Cluny nel 927, il cui cartulario menziona l'acquisizione dell'«ecclesia sancti romani». Nella prima metà del XII secolo il luogo divenne piuttosto popolare; l'abate Pietro il Venerabile venne a riposarsi lì più volte.
L'antica cappella posta sul monte San Romano ospitò allora un collegio di due o tre monaci, fino a quando non fu definitivamente ridotto, alla fine del Medioevo, fino a diventare nient'altro che una semplice cappella, che sarebbe divenuta sede di un eremo nel XVII secolo. Questo eremo – di cui non rimane nulla – venne venduto il 20 luglio 1792.
Sul versante nord-orientale del monte San Romano, non lontano dall'antica cappella, la "fontana Plâtre", una sorgente captata che scorre lungo il bordo della strada che conduce al monte, fu a lungo oggetto di un pellegrinaggio, durato fino alla fine del XIX secolo. Ciò avveniva di notte e la gente vi si recava in particolare per curare la febbre. I pellegrini si lavavano gli occhi, bevevano l'acqua e poi mettevano delle monete negli spazi tra le pietre della vasca. Si sosteneva che l'acqua uscisse dal corpo di San Romano sepolto lì vicino, sotto una croce (scomparsa).

### Fonti
1. ↑  (FR) Ufficio nazionale delle foreste, Les forêts domaniales, in Images de Saône-et-Loire, n. 31, novembre 1976,  pp. 7-10.
2. ↑  (FR) Fédération Européenne des Sites Clunisiens, Fédération Européenne des Sites Clunisiens - Le réseau des Sites clunisiens, Grand Itinéraire culturel du Conseil de l'Europe, su Fédération Européenne des Sites Clunisiens (archiviato dall'url originale).
3. ↑  (FR) André Jeannet, Les monuments de l'eau, in Images de Saône-et-Loire, n. 30, giugno 1976,  pp. 3-7.

### Annotazioni
1. ↑  Sul toposcopio è presente la seguente scritta:

(francese)
«Dressée et peinte par J. Roche, décorateur-céramiste, avec le concours des syndicats d'initiative de Cluny, Tournus et Mâcon, sous la direction de Mr Garguet, délégué du T.C.F. à Cluny.»

(italiano)
«Elaborato e dipinto da J. Roche, decoratore-ceramista, con la collaborazione degli uffici turistici di Cluny, Tournus e Mâcon, sotto la direzione del signor Garguet, delegato del T.C.F. a Cluny.»
2. ↑  Eremo servito da due eremiti, come menziona la visita effettuata dall'arciprete di Vérizet in tutte le parrocchie del suo arciprete nel corso dell'anno 1675, che segnala nel suo resoconto una cappella "tenuta abbastanza bene". Si preciserà che esistevano alla fine del XVII secolo altre due "cappelle a eremitaggi" sul territorio dell'arciprete di Vérizet da cui dipendeva la parrocchia di Blanot: la cappella di San Pietro sovrastante il borgo di Lugny e la cappella di San Pancrazio a Saint-Albain (servita da frate Daniel nel 1675).

Fonte: Archives départementales de Saône-et-Loire (Archivi dipartimentali della Saona e Loira), serie G.